# Bernard Marescot-Pérignat
Bernard François Marescot-Pérignat est un homme politique français né le 20 avril 1767 à Bessé-sur-Braye (Sarthe) et mort le 4 février 1835 à Vendôme.
Il est député de Loir-et-Cher au Corps législatif du 18 février 1807 au 4 juin 1814. Ancien chef de Bataillon du Génie, il est fait Chevalier de la Légion d'honneur le 23 avril 1807.

## Sources
- Ressources relatives à la vie publique :   - base Léonore
  - Base Sycomore